# Израильско-южносуданские отношения
Израильско-южносуданские отношения — двусторонние международные исторические и настоящие дипломатические, политические, военные, торговые, экономические, культурны и иные отношения между Южным Суданом и Государством Израиль. Посол Израиля в Южном Судане — Ханан Годер-Гольдбергер, посол Южного Судана в Израиле — Рубен Мариал Бенджамин.

## История
Отношения между Южным Суданом и Израилем начались в конце 1960-х годов, когда лидеры Вооружённых силы Южного Судана, ведя восстание против северного правительства были впечатлены победой Израиля в Шестидневной войне (1967), обратились к Израилю. Посещение Израиля было наказуемым преступлением в Судане; южане поддерживали связи с еврейским государством под страхом большого личного риска. Израильские посланники также встречались с местными южносуданскими лидерами и инициировали программу помощи в сферах развития сельского хозяйства и инфраструктуры.
Израиль признал независимость Южного Судана 10 июля 2011 года, через день после того, как последний стал независимым государством. 15 июля Южный Судан объявил, что намеревается установить полные дипломатические отношения с Израилем. 28 июля Израиль объявил, что установил полные дипломатические отношения с Южным Суданом. В настоящее время связи между двумя странами в большей степени экономические, хотя политический их аспект является неотъемлемой частью этих отношений.
Южносуданская диаспора в Израиле выступала за формализацию отношений между двумя странами и израильское правительство нашло способы взаимодействовать с местным правительством Южного Судана, в основном через организацию МАШАВ, отдел международного сотрудничества при израильском МИДе. Представители Африканского института организации «American Jewish Committee» посетили Южный Судан в 2008 году и встретились с официальными лицами для изучения вопроса, как проживающая в Израиле диаспора могла бы быть вовлечена в процесс становления государственности при подготовке к провозглашению независимости Южного Судана. Африканский институт также представил старших членов руководства Южного Судана официальным лицам офиса премьер-министра Израиля и Министерства иностранных дел.
Издание «Lignet» предположило, что Южный Судан стремиться укреплять сотрудничество в области безопасности и экономики с Израилем. У Южного Судана также есть доступ к нефти и другим природным ресурсам, которые могут быть полезны Израилю и могут предложить поддержку в переговорах с Египтом о распределении воды в Ниле.
В сентябре 2023 года в рамках Генеральной ассамблеи ООН глава израильского правительства Биньямин Нетаниягу провёл переговоры с президентом Южного Судана Салвой Кииром. Нетаниягу подчеркнул, что намерен укреплять связи со странами Африки и расширять сотрудничество в сферах инноваций, сельского хозяйства, продовольственной безопасности и водных ресурсов.

## Экономические связи
Израиль предлагал экономическую помощь Южному Судану. Фонд IsraAid помог Южному Судану основать министерство социального развития. Израиль и Южный Судан заключили первое двустороннее соглашение в июле 2012 года, когда Israel Military Industries подписало пакт о сотрудничестве в сфере водных ресурсови технологического развития. В соглашении были намечены планы сотрудничества между Израилем и Южным Суданом по десалинации, ирригации, водному транспорту и очистке воды. Израильский министр энергии и водных ресурсов Узи Ландау и его южносуданский коллега, министр воды и ирригации Алек Пол Майом: «Мы считаем это привилегией, быть первым [сектором в Израиле], кто подпишет соглашение с новым государством.»
В 2012 году Израиль объявил о планах строительства показательной сельскохозяйственной деревни в Южном Судане, где местные фармеры будут обучаться с с/х технологиях, разработанных Израилем, таких как капельное орошение. Ферма, спонсируемая израильским правительством, будет первым подобным проектом в Южном Судане.
В январе 2013 года Южный Судан объявил, что подписал соглашение с несколькими израильскими нефтяными компаниями.

## Военное сотрудничество
В декабре 2017 года южносуданский президент Салва Киир объявил о закупке израильских мини-БПЛА (2 штуки) и систем видеонаблюдения (на начальном этапе 11 штук, позднее ещё 89 единиц). Израильская компания «Global Group» поставит оборудование на сумму в несколько млн долл. США в столицу страны город Джубу для борьбы с преступностью. Кроме того, сотрудники этой фирмы проведут подготовку 150 южносуданских полицейских.

## Беженцы в Израиле
В Израиле постоянно проживают более 2 800 беженцев из Южного Судана. Большинство из них попадает в Израиль через египетско-израильскую границу и проживает в Тель-Авиве, Араде, Эйлате и Бней-Браке. По другим сведениям в Израиле проживают до 7 000 южносуданских беженцев. Несмотря на противоречие официальных данных о количестве нелегалов в Израиле, Верховный Суд Израиля выпустил решение 13 января 2011 года, согласно которому приём на работу беженцев и искателей убежища не будет штрафоваться; таким образом de facto южносуданские беженцы могут легально работать в Израиле.
После того, как Израиль официально признал Южный Судан 10 июля 2011 года, израильский министр внутренних дел Эли Ишай призвал своё правительство немедленно начать переговоры с Южным Суданом по возвращению тысяч суданских беженцев и рабочих мигрантов, которые попали в Израиль нелегально за последние несколько лет. В феврале 2012 года МВД Израиля объявило, что граждане Южного Судана должны покинуть страну к марту месяцу, оспорив таким образом утверждение, что им больше не нужна защита, так как Южный Судан получил независимость. Каждому мигранту израильское правительство заплатит $ 1300 и билет на самолёт, если они согласятся покинуть Израиль добровольно. Те же, кто не согласится добровольно, будет депортирован насильно.
После добровольной депортации некоторых южносуданцев, по меньшей мере двое студентов из Междисциплинарный центр в Герцлии (IDC) и Тель-Авивский университет захотели вернуться для того, чтобы окончить обучение. Они получили визы в израильском посольстве в Эфиопии для возвращения в Израиль, но были позже депортированы в Аэропорт имени Бен-Гуриона отделом по учёту населения, иммиграции и охране границ (PIBA). Пресс-секретарь отдела Сабина Хаддад заявила, что так как они были «нарушителями государственной границы», они не могли быть впущенными в страну снова. И так как не отдел PIBA, ни МВД не выдавало им визы, действия посольства были ошибочными и за это отвечает МИД. В свою очередь МИД заявил, что было заключено субконтрактное соглашение по выполнению консульских услуг для МВД за пределами Израиля и, таким образом, у МИДа было законное право одобрить заявку на визу, используя компьютерную программу МВД. Затем последовало вовлечение Междисциплинарного центра в Герцлии и отмена депортации студентов.

## Дипломатические отношения

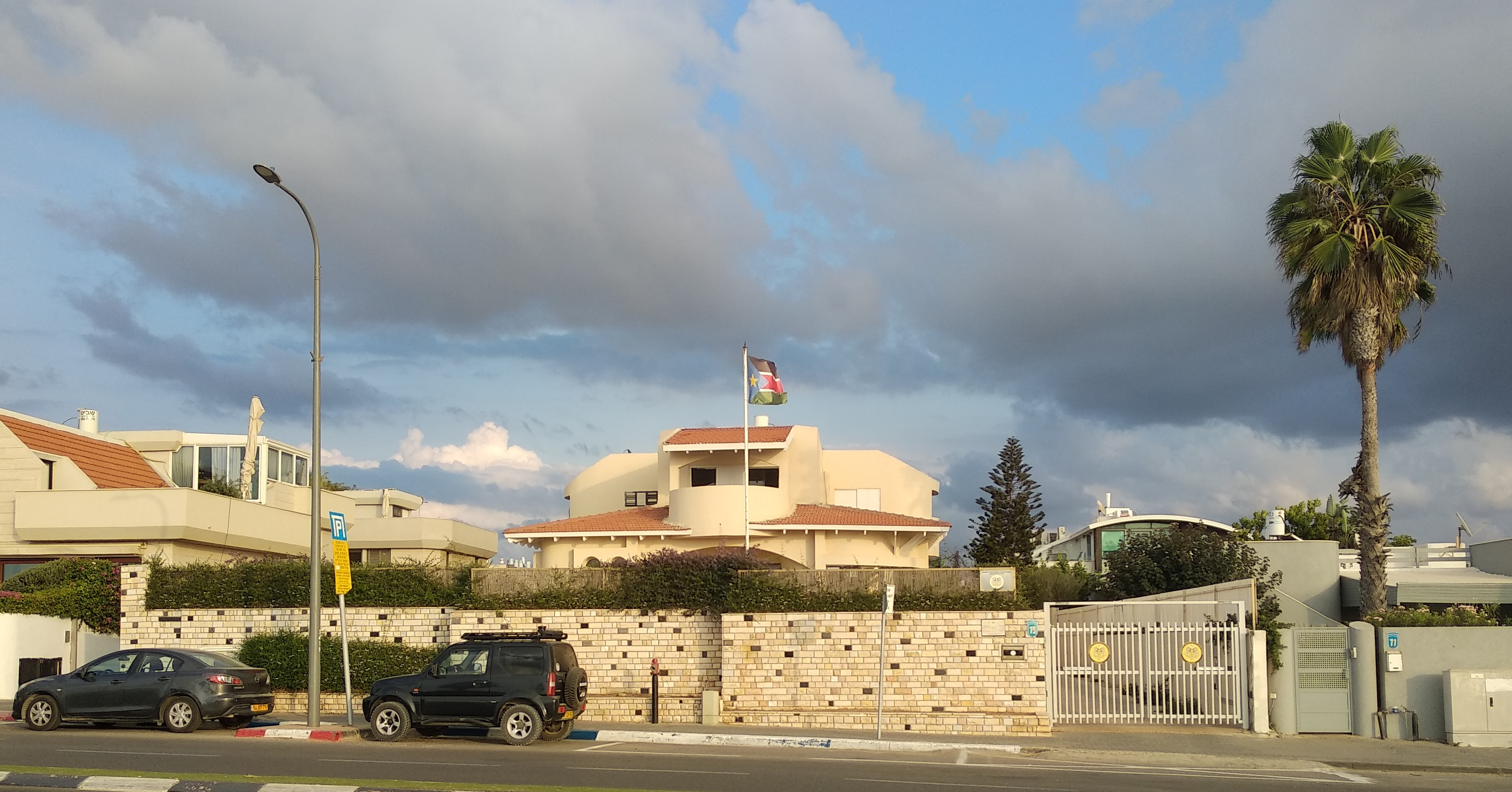
Посольство Южного Судана в Израиле (2020)

9 июля 2011 года Южный Судан официально получил независимость от Судана. Израиль признал независимость Южного Судана на следующий же день, во время еженедельной встречи членов кабинета министров. Премьер-министр Израиля Биньямин Нетаньяху сказал своим министрам: «Здесь я объявляю, что Израиль признал Южный Судан. Мы желаем ему успехов. Это миролюбивая страна и мы будем счастливы сотрудничать с ней с целью её развития и процветания.»
15 июля Южный Судан ответил, изъявив стремление к миру во всем мире. Это считается значительной дипломатической победой Израиля, у которого никогда не было дипломатических отношений с Суданом. Хаим Корен был первым израильским послом в Южном Судане. В настоящее время послом является Ханан Годер-Гольдбергер — он нерезидентный посол и работает из офиса израильского МИД в Иерусалиме.

### Двусторонние визиты
28 июля после того, как израильская делегация посетила южносуданскую столицу Джубу и провела переговоры с высшим руководством страны, израильский МИД объявил, что Израиль устанавливает полные дипломатические отношения с Южным Суданом. «Практические аспекты двусторонних отношений, такие как назначение послов, будут вскоре обсуждаться по дипломатическим каналам.»
В августе 2011 года южносуданский президент Салва Киир заявил находящейся в его стране израильской делегации, которая включала парламентария Дани Данона, что Южный Судан планирует открыть своё посольство в Иерусалиме. 20 декабря 2011 года Киир посетил Израиль и выразил благодарность за поддержку, оказанную во время Первой гражданской войны в Судане. На встрече с израильским президентом Шимоном Пересом, он вновь заявил о своём намерении открыть посольство в Иерусалиме. Он также добавил, что он был «очень тронут» быть в Израиле и признал историческую поддержку Израиля: «Без вас, мы бы не возникли. Вы боролись плечом к плечу с нами, чтобы возникновение Южного Судана стало возможно и мы заинтересованы научиться на вашем опыте.» После Киира Израиль посетила министр сельского и лесного хозяйства Бетти Огваро.
В начале декабря 2017 года с трёхдневным визитом по приглашению спикера Кнессета Юлия Эдельштейна в Израиль прибыла парламентская группа для участия с межпарламентском саммите. Африканские политики встретятся с премьер-министром Нетаньяху и президентом Ривлиным, кроме того они посетят израильские компании, работающие в сфере информационной безопасности и сельского хозяйства.